# Attention les yeux !
Pour plus de détails, voir Fiche technique et Distribution.
Attention les yeux ! est un film français réalisé par Gérard Pirès et sorti en 1976.

## Synopsis
Un réalisateur sans beaucoup d'expérience ni de talent se voit proposer de tourner un film pornographique « la châtreuse de charme » alors qu'il voulait tourner une adaptation de La Chartreuse de Parme bien trop chère au goût du producteur.

## Fiche technique
- Titre : Attention les yeux !
- Réalisation : Gérard Pirès assisté d’Alain Centonze et de Philippe Lopes Curval
- Scénario : Nicole de Buron
- Musique : Guy Marchand
- Photographie : Michael Seresin
- Genre : comédie
- Pays d'origine :  France
- Format : couleur, 35 mm, stéréo
- Durée : 79 minutes
- Date de sortie : 18 février 1976

## Distribution
- Claude Brasseur : Manuel Cauchois
- Robert Castel : Chouchou, le chef machiniste
- Nathalie Courval : Jenny, compagne de Manuel
- Jean-Pierre Darras : le deuxième producteur
- Guy Marchand : Bob Panzani
- André Pousse : Rotberger, producteur
- Anémone : Eva, la maquilleuse
- Catherine Lachens : Laurence, dite Lolo, la scripte
- Serge Marquand : le mercenaire
- Maurice Baquet : un flic
- Daniel Auteuil : Alex, l'assistant
- Sonia Vareuil : Barbie, la starlette
- Christine Dejoux : Rosalie, la styliste
- Georges Descrières : le patron du sex-shop
- Grace Jones : Cuidy, figurante
- Georges Adet : le vieil acteur
- Bouboule : Dédé, machiniste
- Jacques Chailleux : Patrick, cadreur
- Michel Delahaye : Boudon, l'académicien
- Bernard Sury : Bernard, chef-opérateur
- Marthe Villalonga : la voisine
- Tanya Lopert : Tanya, ex-femme de Manuel
- Gérard Hernandez : le restaurateur
- Stéphane Collaro : le figurant au béret
- Anne Jousset : Maguy, chargée du casting
- Michel Blanc : un agent de police
- Christian Clavier : un agent de police
- Thierry Lhermitte : un agent de police
- Marie-Christine Deshaies : Jerry, figurante
- Josy Mac Grégor : Joseline
- Gunilla Persson : Ulla, figurante au casting
- Jean-Claude Andruet
- Jean-Claude Bouttier : le figurant bien bâti
- Jean-Jacques Grimblat
- Moustache : le propriétaire de la chèvre
- Eddie Vartan
- Delphine Boffy : Catherine, la fille de Manuel Cauchois
- Carina Barone
- Alain David
- Kirsten Gille
- Hervé Joly
- Trill Jorgensen
- Vebeke Knudsen
- Roger Mirmont : un figurant au casting
- René Morard
- Robert Nogaret
- Hervé Jolly
- Jean-Luc Tardieu
- Rénata Zatsch

## Autour du film
- On retrouve le comédien Pierre Frag dans la bande-annonce du film, visible sur le DVD du film.